# Шант (коммуна)
Шант (фр. Chantes) — коммуна во Франции, находится в регионе Франш-Конте. Департамент — Верхняя Сона. Входит в состав кантона Се-сюр-Сон-э-Сент-Альбен. Округ коммуны — Везуль.
Код INSEE коммуны — 70127.

## География
Коммуна расположена приблизительно в 300 км к юго-востоку от Парижа, в 45 км севернее Безансона, в 17 км к западу от Везуля.
Вдоль западной, северной и восточной границ коммуны протекает река Сона.

## Население
Население коммуны на 2010 год составляло 129 человек.
| 1962 | 1968 | 1975 | 1982 | 1990 | 1999 | 2010 |
| ---- | ---- | ---- | ---- | ---- | ---- | ---- |
| 167  | 160  | 119  | 109  | 110  | 112  | 129  |

## Экономика
В 2010 году среди 78 человек трудоспособного возраста (15—64 лет) 57 были экономически активными, 21 — неактивными (показатель активности — 73,1 %, в 1999 году было 54,1 %). Из 57 активных жителей работали 46 человек (27 мужчин и 19 женщин), безработными было 11 (6 мужчин и 5 женщин). Среди 21 неактивных 5 человек были учениками или студентами, 6 — пенсионерами, 10 были неактивными по другим причинам.